# دیک کویت با آبا دیدار می‌کند
دیک کَویت با آبا دیدار می‌کند (انگلیسی: Dick Cavett Meets ABBA) یک برنامهٔ ویژه تلویزیونی بود که در آن ابرگروه سوئدی موسیقی پاپ آبا در شوی تلویزیونی دیک کَویت حضور یافتند و با وی گفتگو نموده و سپس برخی ترانه‌هایشان را به‌صورت یک «مینی کنسرت» اجرا کردند. این برنامه در ۱۲ سپتامبر ۱۹۸۱ پخش شد. تمرین برای اجراهای این برنامه در آوریل ۱۹۸۱ آغاز شد و ضبط برنامه در ۱۸ تا ۱۹ آوریل ۱۹۸۱ صورت پذیرفت. این اجرا آخرین کنسرت گروه آبا محسوب می‌شود.
۹ ترانه ای که در این برنامه اجرا شدند، به شرح زیر است:
1. «بده! بده! بده! (مردی را پس از نیمه‌شب)»
2. «سوپر تروپر»
3. «یکی بخر، دو تا ببر»
4. «از کف می‌دهم»
5. «من و خودم»
6. «حالا حالاها»
7. «شناختن خودم، شناختن تو»
8. «شهر شب تابستانی»
9. «به‌خاطر موسیقی سپاسگزارم»

۶ ترانه از ۹ ترانه فوق پیش‌تر به‌طور رسمی منتشر شده بود و ۲ ترانه نیز متعلق به آلبوم منتشرنشدهٔ بعدی آنها دیدارکنندگان بود.